# Norðurland eystra
Norðurland eystra ("Oost-Noordland") is een van de acht regio's van IJsland en ligt in het noorden van het land. Het heeft 28.555 inwoners (in 2006) en een oppervlakte van 22.695 km². De hoofdstad van de regio is de stad Akureyri.

## Bestuurlijke indeling
De regio wordt onderverdeeld in 16 gemeentes.
| Gemeente-nummer | Gemeente                 | Aantal inwoners (2006) | Oppervlakte [km²] | Bevolkingsdichtheid [Inw./km²] | Grootste plaatsen             |
| --------------- | ------------------------ | ---------------------- | ----------------- | ------------------------------ | ----------------------------- |
| 6000            | Akureyrarkaupstaður      | 16.822                 | 133               | 126,5                          | Akureyri                      |
| 6100            | Norðurþing               | 3.023                  | 3.729             | 0,8                            | Húsavík, Kópasker, Raufarhöfn |
| 6250            | Fjallabyggð              | 2.261                  | 364               | 6,2                            | Ólafsfjörður, Siglufjörður    |
| 6400            | Dalvíkurbyggð            | 1.966                  | 598               | 3,3                            | Dalvík, Hauganes              |
| 6501            | Grímseyjarhreppur        | 99                     | 5                 | 19,8                           | Grímsey                       |
| 6506            | Arnarneshreppur          | 176                    | 89                | 2,0                            | Hjalteyri                     |
| 6513            | Eyjafjarðarsveit         | 998                    | 1.775             | 0,6                            | Kristnes, Hrafnagil           |
| 6514            | Hörgárbyggð              | 411                    | 805               | 0,5                            |                               |
| 6601            | Svalbarðsstrandarhreppur | 381                    | 55                | 6,9                            | Svalbarðseyri                 |
| 6602            | Grýtubakkahreppur        | 368                    | 431               | 0,9                            |                               |
| 6607            | Skútustaðahreppur        | 410                    | 6.036             | 0,1                            | Reykjahlíð                    |
| 6609            | Aðaldælahreppur          | 257                    | 564               | 0,5                            |                               |
| 6611            | Tjörneshreppur           | 60                     | 199               | 0,3                            |                               |
| 6612            | Þingeyjarsveit           | 699                    | 5.424             | 0,1                            | Laugar                        |
| 6706            | Svalbarðshreppur         | 106                    | 1.155             | 0,1                            |                               |
| 6709            | Langanesbyggð            | 518                    | 1.333             | 0,4                            | Þórshöfn                      |

Austurland · Höfuðborgarsvæðið · Norðurland eystra · Norðurland vestra · Suðurland · Suðurnes · Vestfirðir · Vesturland